# Turkozelotes
Turkozelotes is een geslacht van spinnen uit de familie bodemjachtspinnen (Gnaphosidae).

## Soorten
De volgende soorten zijn bij het geslacht ingedeeld:
- Turkozelotes microb Kovblyuk & Seyyar, 2009